# Раш, Джеффри
Дже́ффри Рой Раш (англ. Geoffrey Roy Rush; род. 6 июля 1951 года, Тувумба, Квинсленд, Австралия) — австралийский актёр театра, кино и телевидения.
Обладатель различных наград, в том числе: премии «Оскар», двух «Золотых глобусов», трёх премий BAFTA, премий «Эмми» и «Тони». Наиболее известные фильмы с его участием: «Блеск», «Влюблённый Шекспир», «Елизавета», «Перо маркиза де Сада», «Лучшее предложение», «Фрида», «Король говорит!» и киносерия «Пираты Карибского моря».

## Биография
Джеффри Раш родился 6 июля 1951 года в Тувумбе (штат Квинсленд, Австралия) в семье бухгалтера Роя Раша и его жены, продавщицы Мерл. После развода родителей, вместе с матерью переехал в Брисбен. Раш получил образование в Университете Квинсленда, где изучал искусство, и по его окончании в 1970 году был принят на работу в Театральную компанию Квинсленда. В тот период он снимал квартиру на пару с Мелом Гибсоном.

### Театр
Спустя пять лет, успев появиться в нескольких постановках, Джеффри уехал во Францию и два года совершенствовал актёрское мастерство в школе легендарного мима Жака Лекока. В 1977 году он вернулся в Австралию и продолжил театральную карьеру. Она сложилась более чем успешно. Среди его работ были шекспировские пьесы — «Король Лир», «Зимняя сказка», «Троил и Крессида», — «Как важно быть серьёзным» Оскара Уайльда, «В ожидании Годо» Сэмюэля Беккета (в паре с Мелом Гибсоном), «Дядя Ваня» Чехова, «Олеанна» Дэвида Мэмета (в паре с Кейт Бланшетт). Исполнив в 1989 году главную роль в спектакле «Записки сумасшедшего» по повести Гоголя, Раш был удостоен ряда наград.
Его жена, Джейн Менелос, тоже играет в театре. Они поженились в 1988 году и воспитывают двоих детей — дочь Анжелику и сына Джеймса (родились соответственно в 1992 и 1995 годах). В 1990 году супругов можно было увидеть вместе на сцене в спектакле «Как важно быть серьёзным», а спустя десять лет их задействовал Филипп Кауфман в съёмках фильма «Перо маркиза де Сада».

### Кино
Раш дебютировал в кино в начале 1980-х годов. Его первым фильмом стала детективная мелодрама 1981 года под названием «Одурачивая», а в следующем году последовала музыкальная комедия Джиллиан Армстронг «Звёздная болезнь». Роли актёра в этих картинах были второстепенными и не принесли ему известности.
В последующие пятнадцать лет актёр появлялся на киноэкране всего два раза, но его первая серьёзная картина — биографическая драма 1996 года «Блеск» — обернулась шумным успехом и сыграла ключевую роль в развитии его кинокарьеры. Её сюжет был основан на истории жизни талантливого пианиста Дэвида Хельфготта, за исполнение роли которого Раш получил премии «Оскар», «Золотой глобус» и ряд других престижных кинонаград.
С этого момента актёр начал уделять театру меньше внимания и активно сниматься в кино. Значительную долю его работ составляют костюмированные, исторические и биографические фильмы — «Отверженные» по роману Гюго, драма «Елизавета», мелодрама «Влюблённый Шекспир», драма «Перо маркиза де Сада» (за исполнение роли знаменитого распутника актёр был номинирован на «Оскар»), драма «Фрида» (в этом фильме-биографии о жизни художницы Фриды Кало он появился в роли изгнанника-революционера Льва Троцкого), биографическая драма о британском комике Питере Селлерсе «Жизнь и смерть Питера Селлерса» и др.
Популярности Рашу добавила роль пиратского капитана Гектора Барбоссы в высокобюджетном приключенческом фильме 2003 года «Пираты Карибского моря: Проклятие Чёрной жемчужины». Раш возвращался к роли этого персонажа в фильмах-продолжениях «Сундук мертвеца», «На краю света», «На странных берегах» и «Мертвецы не рассказывают сказки».
Кроме того в прокат вышла историческая драма Шекхара Капура «Золотой век», где главную роль исполнила Кейт Бланшетт. Примечательно, что Раш и Бланшетт уже снимались у Капура в драме «Елизавета» и в этот раз сыграли тех же героев, что и в 1998 году — соответственно, сэра Фрэнсиса Уолсингема и королевы Елизаветы I. Премьера этого фильма состоялась осенью 2007 года.
В 2010 году Джеффри Раш сыграл роль логопеда Лайонела Лога в фильме Тома Хупера «Король говорит!», которая принесла ему статуэтку премии BAFTA и номинации на премии «Оскар» и «Золотой глобус» в категории «Лучшая мужская роль второго плана». В 2013 году Раш исполнил главную роль в фильме Джузеппе Торнаторе «Лучшее предложение», а также сыграл в военной киноленте «Воровка книг».
В апреле 2019 года Джеффри Раш выиграл иск о клевете, поданный против сиднейского таблоида Daily Telegraph за сообщения, обвиняющие его в «ненадлежащем поведении» по отношению к женщине, с которой он вместе снимался.

## Фильмография
| Год       |     | Русское название                                        | Оригинальное название                                  | Роль                           |
| --------- | --- | ------------------------------------------------------- | ------------------------------------------------------ | ------------------------------ |
| 1980      | с   | Менотти                                                 | Menotti                                                |                                |
| 1981      | кор |                                                         | The Added Dimension                                    | мужчина                        |
| 1981      | ф   | Одурачивая                                              | Hoodwink                                               | детектив                       |
| 1982      | ф   | Звёздная болезнь                                        | Starstruck                                             | дежурный по этажу              |
| 1987      | ф   | Двенадцатая ночь                                        | Twelfth Night                                          | сэр Эндрю Эйгучик              |
| 1994      | кор |                                                         | Midday Crisis                                          |                                |
| 1995      | ф   | Как стать аборигеном?                                   | Dad and Dave: On Our Selection                         | Дэйв Радд                      |
| 1996      | ф   | Блеск                                                   | Shine                                                  | Дэвид Хельфготт (взрослый)     |
| 1996      | с   | Необычные истории                                       | Twisted Tales                                          | Гарри Чизхолм                  |
| 1996      | с   |                                                         | Mercury                                                | Билл Уайатт                    |
| 1996      | ф   | Дети революции                                          | Children of the Revolution                             | Захари Уэлш                    |
| 1996      | кор | Зови меня Сол                                           | Call Me Sal                                            | Вэл                            |
| 1997      | мтф |                                                         | Frontier                                               | Дэвид Коллинз                  |
| 1997      | ф   | Оскар и Люсинда                                         | Oscar and Lucinda                                      | рассказчик                     |
| 1998      | ф   | Маленькая частичка души                                 | A Little Bit of Soul                                   | Годфри Ашер                    |
| 1998      | ф   | Отверженные                                             | Les Misérables                                         | инспектор Жавер                |
| 1998      | ф   | Елизавета                                               | Elizabeth                                              | сэр Фрэнсис Уолсингем          |
| 1998      | ф   | Влюблённый Шекспир                                      | Shakespeare in Love                                    | Филип Хенслоу                  |
| 1999      | ф   | Таинственные люди                                       | Mystery Men                                            | Казанова Франкенштейн          |
| 1999      | ф   | Дом ночных призраков                                    | House on Haunted Hill                                  | Стивен Прайс                   |
| 2000      | ф   | Перо маркиза де Сада                                    | Quills                                                 | Маркиз де Сад                  |
| 2000      | мф  | Волшебный пудинг                                        | The Magic Pudding                                      | Буньип Блюгам                  |
| 2001      | ф   | Портной из Панамы                                       | The Tailor of Panama                                   | Гарольд Пендел                 |
| 2001      | ф   | Лантана                                                 | Lantana                                                | Джон Нокс                      |
| 2002      | ф   | Фрида                                                   | Frida                                                  | Лев Троцкий                    |
| 2002      | ф   | Сестрички-зажигалки                                     | The Banger Sisters                                     | Гарри Пламмер                  |
| 2003      | ф   | Против течения                                          | Swimming Upstream                                      | Гарольд Финглтон               |
| 2003      | ф   | Банда Келли                                             | Ned Kelly                                              | Фрэнсис Хэйр                   |
| 2003      | мф  | В поисках Немо                                          | Finding Nemo                                           | Найджел                        |
| 2003      | ф   | Пираты Карибского моря: Проклятие Чёрной жемчужины      | Pirates of the Caribbean: The Curse of the Black Pearl | капитан Гектор Барбосса        |
| 2003      | ф   | Невыносимая жестокость                                  | Intolerable Cruelty                                    | Донован Донели                 |
| 2003      | кор | Харви Крампет                                           | Harvie Krumpet                                         | рассказчик                     |
| 2004      | ф   | Жизнь и смерть Питера Селлерса                          | The Life and Death of Peter Sellers                    | Питер Селлерс                  |
| 2004      | с   | Кэт и Ким                                               | Kath & Kim                                             | Джефф                          |
| 2005      | ф   | Мюнхен                                                  | Munich                                                 | Эфраим                         |
| 2006      | ф   | Кэнди                                                   | Candy                                                  | Каспер                         |
| 2006      | ф   | Пираты Карибского моря: Сундук мертвеца                 | Pirates of the Caribbean: Dead Man's Chest             | капитан Гектор Барбосса        |
| 2007      | ф   | Пираты Карибского моря: На краю света                   | Pirates of the Caribbean: At World's End               | капитан Гектор Барбосса        |
| 2007      | ф   | Золотой век                                             | Elizabeth: The Golden Age                              | сэр Фрэнсис Уолсингем          |
| 2008      | мф  | 9,99$                                                   | $9.99                                                  | ангел / бездомный              |
| 2009      | ф   | Прекрасный новый день                                   | Bran Nue Dae                                           | отец Бенедикт                  |
| 2010—2012 | с   |                                                         | Lowdown                                                | рассказчик                     |
| 2010      | ф   | Король говорит!                                         | The King's Speech                                      | Лайонел Лог                    |
| 2010      | мф  | Легенды ночных стражей                                  | Legend of the Guardians: The Owls of Ga'Hoole          | Эзилриб / Лайз Киельский       |
| 2010      | ф   | Путь воина                                              | The Warrior's Way                                      | Рональд                        |
| 2010      | кор | Прекрасный новый день                                   | Brand New Day                                          | отец Бенедикт                  |
| 2011      | ф   | Пираты Карибского моря: На странных берегах             | Pirates of the Caribbean: On Stranger Tides            | капитан Гектор Барбосса        |
| 2011      | ф   | Зелёный Фонарь                                          | Green Lantern                                          | Томар-Ре                       |
| 2011      | ф   | Глаз шторма                                             | The Eye of the Storm                                   | Бэзил Хантер                   |
| 2012      | кор | Человек, который не умел мечтать                        | The Man Who Could Not Dream                            | рассказчик                     |
| 2012      | с   |                                                         | Being Brendo                                           | доктор Лэнс Пикеринг           |
| 2013      | ф   | Лучшее предложение                                      | La migliore offerta                                    | Вёрджил Олдман                 |
| 2013      | ф   | Воровка книг                                            | The Book Thief                                         | Ганс Хуберман                  |
| 2015      | кор | Соловей и роза                                          | Oscar Wilde's the Nightingale and the Rose             | дуб                            |
| 2015      | ф   | Дочь                                                    | The Daughter                                           | Генри                          |
| 2015      | мф  | Миньоны                                                 | Minions                                                | рассказчик                     |
| 2015      | док |                                                         | Единство                                               | рассказчик                     |
| 2015      | ф   | Не отпускай его                                         | Holding the Man                                        | Барри                          |
| 2016      | ф   | Боги Египта                                             | Gods of Egypt                                          | Ра                             |
| 2017      | с   | Гений                                                   | Genius                                                 | Альберт Эйнштейн               |
| 2017      | ф   | Последний портрет                                       | Final Portrait                                         | Альберто Джакометти            |
| 2017      | ф   | Пираты Карибского моря: Мертвецы не рассказывают сказки | Pirates of the Caribbean: Dead Men Tell No Tales       | капитан Гектор Барбосса        |
| 2019      | ф   | Мой друг мистер Персиваль                               | Storm Boy                                              | Майкл Кингли / Michael Kingley |
| 2024      | ф   | Обитель смерти                                          | The Rule of Jenny Pen                                  | Стефан Мортенсен               |

## Награды и номинации
Перечислены основные награды и номинации. Полный список см. на IMDb.com
| Награда                        | Год  | Категория                                         | Фильм/Постановка               | Результат |
| ------------------------------ | ---- | ------------------------------------------------- | ------------------------------ | --------- |
| Оскар                          | 1997 | Лучшая мужская роль                               | Блеск                          | Победа    |
| Оскар                          | 1999 | Лучшая мужская роль второго плана                 | Влюблённый Шекспир             | Номинация |
| Оскар                          | 2001 | Лучшая мужская роль                               | Перо маркиза де Сада           | Номинация |
| Оскар                          | 2011 | Лучшая мужская роль второго плана                 | Король говорит!                | Номинация |
| BAFTA                          | 1997 | Лучшая мужская роль                               | Блеск                          | Победа    |
| BAFTA                          | 1999 | Лучшая мужская роль второго плана                 | Влюблённый Шекспир             | Номинация |
| BAFTA                          | 1999 | Лучшая мужская роль второго плана                 | Елизавета                      | Победа    |
| BAFTA                          | 2001 | Лучшая мужская роль                               | Перо маркиза де Сада           | Номинация |
| BAFTA                          | 2011 | Лучшая мужская роль второго плана                 | Король говорит!                | Победа    |
| Золотой глобус                 | 1997 | Лучшая мужская роль в драме                       | Блеск                          | Победа    |
| Золотой глобус                 | 1999 | Лучшая мужская роль второго плана                 | Влюблённый Шекспир             | Номинация |
| Золотой глобус                 | 2001 | Лучшая мужская роль в драме                       | Перо маркиза де Сада           | Номинация |
| Золотой глобус                 | 2005 | Лучшая мужская роль в мини-сериале или телефильме | Жизнь и смерть Питера Селлерса | Победа    |
| Золотой глобус                 | 2011 | Лучшая мужская роль второго плана                 | Король говорит!                | Номинация |
| Эмми                           | 2005 | Лучшая мужская роль в мини-сериале или фильме     | Жизнь и смерть Питера Селлерса | Победа    |
| Премия Гильдии киноактёров США | 1997 | Лучшая мужская роль                               | Блеск                          | Победа    |
| Премия Гильдии киноактёров США | 1999 | Лучшая мужская роль второго плана                 | Влюблённый Шекспир             | Номинация |
| Премия Гильдии киноактёров США | 2001 | Лучшая мужская роль                               | Перо маркиза де Сада           | Номинация |
| Премия Гильдии киноактёров США | 2005 | Лучшая мужская роль в телефильме или мини-сериале | Жизнь и смерть Питера Селлерса | Победа    |
| Премия Гильдии киноактёров США | 2011 | Лучшая мужская роль второго плана                 | Король говорит!                | Номинация |
| Тони                           | 2009 | Лучшая мужская роль в пьесе                       | Король умирает                 | Победа    |

- 2009 — Премия им. Реймонда Лонгфорда[англ.]
- 2012 — Австралиец года